# Diedickea singularis
Diedickea singularis är en svampart som beskrevs av Syd. & P. Syd. 1913. Diedickea singularis ingår i släktet Diedickea, divisionen sporsäcksvampar och riket svampar.   Inga underarter finns listade i Catalogue of Life.